# Fran Beltrán
Fran Beltrán, właśc. Francisco José Beltrán Peinado (ur. 3 lutego 1999 w Madrycie) – hiszpański piłkarz występujący na pozycji pomocnika w Celty Vigo.